# Juha Kylmänen
Juha Kylmänen, född 20 januari 1981 i Uleåborg är en finsk sångare, aktiv sedan 1997.
Han är mest känd som sångare i Reflexion samt supergruppen For My Pain..., båda spelar former av gothic metal. Han har även hörts som gästvokalist med det finska melodisk death metal-bandet Eternal Tears of Sorrow år 2001 på albumet A Virgin and a Whore. Tidigare har han varit sångare i bandet To-Die-For.
Kylmänen har ett väldigt brett tonregister, han sjunger mycket falsett och höga toner i Reflexion, medan han håller sig mest till låga toner i For My Pain..., som framför en mer melankolisk typ av gotisk metal.
Finska symphonic power metal-bandet Nightwishs grundare, keyboardist och låtskrivare Tuomas Holopainen spelar keyboard i For My Pain..., men komponerar inga låtar till dem.